# Rüssen-Kleinstorkwitz
Rüssen-Kleinstorkwitz ist seit 1. Oktober 1996 ein Ortsteil der Stadt Zwenkau in Sachsen. Davor war die ursprünglich am 1. Januar 1957 aus dem Zusammenhang von Rüssen und Kleinstorkwitz entstandene Gemeinde eigenständig.

## Lage und Verkehr

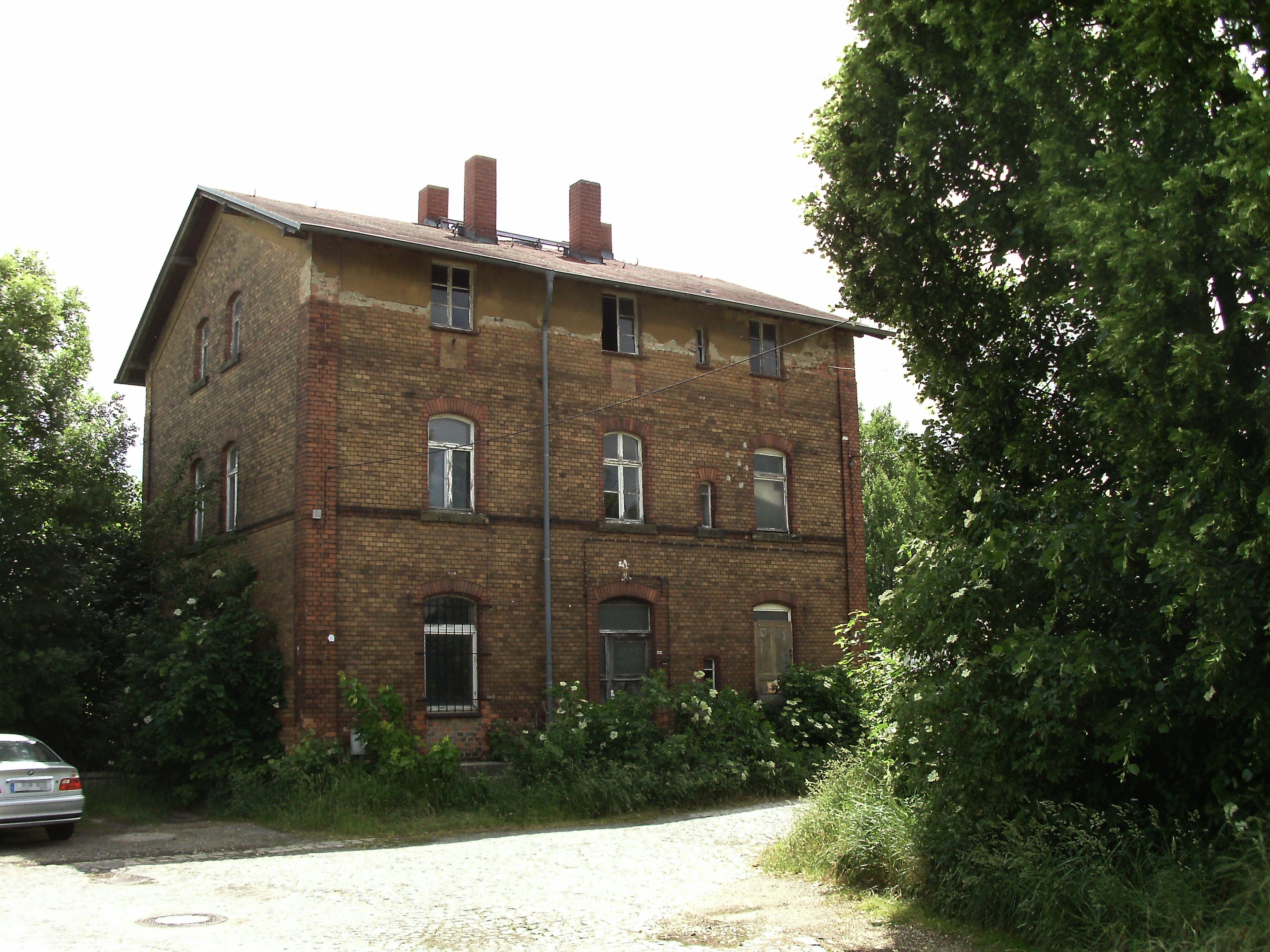
Ehem. Bahnhof Rüssen-Kleinstorkwitz

Der Ort liegt unmittelbar an der Bundesstraße 2 zwischen Zwenkau und Pegau am rechten Ufer der Weißen Elster. Zwischen 1874 und der Stilllegung der Strecke hatte Rüssen einen Bahnhof an der Bahnstrecke Gaschwitz–Meuselwitz. Er wurde 1957 in "Rüssen-Kleinstorkwitz" umbenannt.

## Geschichte
Rüssen wurde erstmals 1266 als Ruessin erwähnt, der Ort ist aber deutlich älter und war als slawischer Rundling gegründet worden. Im 11. Jahrhundert kamen dann deutsche Siedler hinzu, die den Ort in ein Gassendorf umwandelten. Von den alten Höfen hat sich wenig erhalten.
Das unmittelbar südlich benachbarte Kleinstorkwitz ist ebenfalls slawischen Ursprungs und entstand als Sackgassendorf. Erstmals erwähnt wurde es 1378 als Storkewicz parva. Der Ort, der sich fächerförmig um eine Sackgasse erstreckt, war vor allem durch seine Oberlaubenhäuser bekannt, von denen heute nur noch eines existiert, das allerdings bereits stark verfallen ist. Aus dem Jahr 1705 stammt eines der ältesten Umgebindehäuser der Gegend. Sehenswert ist auch eine mächtige Jugendstilvilla aus der wilhelminischen Zeit.
Während die Flussaue ursprünglich bewaldet war, setzte sich bald der Acker- und Gartenbau auf den fruchtbaren Böden durch. Die Weiße Elster wurde Mitte des 20. Jhs. begradigt. Die Landeshoheit über Rüssen und Kleinstorkwitz lag bei Kursachsen bzw. bis 1918 beim Königreich Sachsen. Rüssen mit seinem Ortsteil Döhlen und Kleinstorkwitz lagen bis 1856 im kursächsischen bzw. königlich-sächsischen Amt Pegau. Ab 1856 gehörten die Orte zum Gerichtsamt Zwenkau und ab 1875 zur Amtshauptmannschaft Leipzig. Seit Beginn der Industrialisierung wird die Landschaft um die beiden Orte durch den Braunkohletagebau geprägt, der östlich der B 2 eine große Brachfläche geschaffen hat. Im Jahr 1910 lebten in Rüssen 226 und in Kleinstorkwitz 104 Einwohner.
Am 1. Januar 1957 wurde die Gemeinde aus den Vorgängergemeinden Kleinstorkwitz und Rüssen mit Döhlen neu gebildet. Am 1. Oktober 1996 wurde sie in die Stadt Zwenkau eingegliedert.
Rüssen-Kleinstorkwitz hat keine eigene Kirche. Im Ort bestand eine Grundschule, die aber vor einigen Jahren geschlossen wurde. Seit 2008 befindet sich auf dem Gelände der ehemaligen Schule eine Grundschule in freier Trägerschaft, die das Schulhaus saniert hat und seit November 2010 wieder nutzt, siehe Döhlen.